# 河野毅
河野 毅（こうの たけし、1891年（明治24年）8月25日 - 1946年（昭和21年）4月24日）は、大日本帝国陸軍軍人。最終階級は陸軍中将。

## 経歴
1891年（明治24年）に山口県で生まれた。陸軍士官学校第23期卒業。1937年（昭和12年）11月1日に陸軍歩兵大佐進級と同時に独立守備歩兵第9大隊長に着任し、ソ満国境の守備に任じた。1938年（昭和13年）12月に歩兵第17連隊長（第8師団）に転じ、ソ満東部国境で守備に任じた。
1941年（昭和16年）8月25日に陸軍少将進級と同時に第7師団司令部附となり、11月6日に第40歩兵団長（第11軍・第40師団）に就任し、第二次長沙作戦、浙贛作戦などに参加。1943年（昭和18年）4月に第11独立守備隊長（第14軍）に転じ、セブ島に出征して飛行場建設とゲリラ討伐に任じた。同年11月24日に第11独立守備隊が独立混成第31旅団に改編されると、同旅団長に就任し、されに独立混成第31旅団を基幹として第102師団（第35軍）が編成されると、1944年（昭和19年）6月21日に同師団隷下の歩兵第77旅団長に就任し、1945年（昭和20年）3月1日に陸軍中将に進級した。同旅団はネグロス島バコロドで飛行場警備とゲリラ討伐に当たり、3月29日に米軍が上陸すると飢餓状態の中で戦い、9月4日に投降した。
終戦後は戦犯として逮捕され、カンルーバン収容所に収監された。マニラ軍事法廷において、ゲリラ討伐での住民殺害や、隷下のパラワン島守備隊が、プエルト・プリンセサに収容されていた米軍捕虜150人を米軍上陸に際して殺害した容疑から、絞首刑の判決が下され、1946年（昭和21年）4月24日に執行された。
遺詠は次のとおりであった。